# Rasierklinge

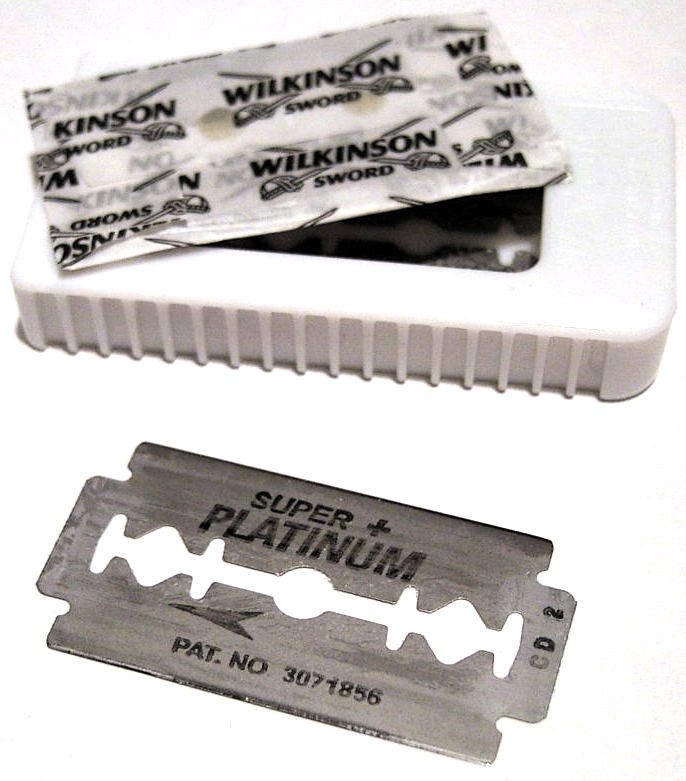
Rasierklinge vor typischer Verpackung

Rasierklinge bezeichnete ursprünglich die Klinge des Rasiermessers. Sie dient hauptsächlich zum Abschneiden (Rasieren) der Barthaare im menschlichen Gesicht oder der Entfernung von unliebsamen Haaren an anderen Körperstellen (Beine, Arme, Intimrasur im Schambereich) mittels Nassrasur.

## Beschreibung
Im Lauf der Zeit wurde aus der Klinge des Rasiermessers ein eigenständiges Bauteil entwickelt: King Camp Gillette erfand in den 1890er Jahren ein flaches Blättchen aus gehärtetem Stahl, welches an beiden Kanten extrem ausgedünnt und dadurch sehr scharf war. Es diente zum Einlegen in den eigens hierfür entwickelten Rasierhobel. Die Rasierklinge kann so nach ihrem Verschleiß bequem und kostengünstig durch eine neue (scharfe) ersetzt werden. Auch bei Wechselklingen-Rasiermessern werden die Kingen bei Bedarf ausgetauscht.

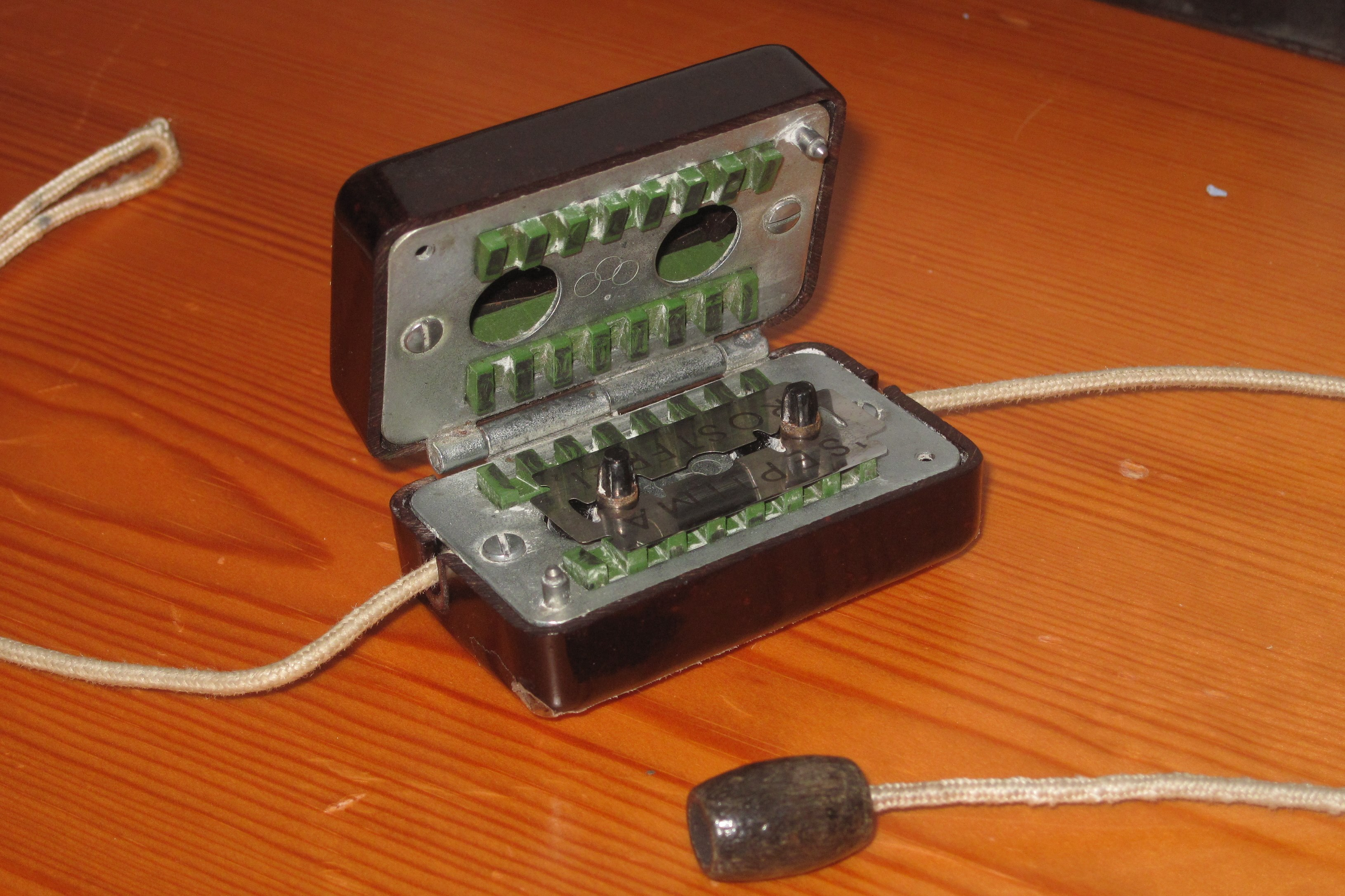
Rasierklingenschärfer

Die später entwickelten Systemrasierer besitzen dagegen eine auswechselbare Baugruppe aus Kunststoff, auf der bis zu sechs Klingen parallel zueinander angebracht sind. Nach Abnutzung der Klingen wird dieser gesamte Wechselkopf ausgetauscht.
Die Marktführer bei Rasiergeräten zur Nassrasur sind heute Gillette und Wilkinson Sword. Der Gründer und Namensgeber des Unternehmens King Camp Gillette gilt als Erfinder der modernen Nassrasur.
Auch wurden Elektrogeräte zur Trockenrasur entwickelt, die eine vollkommen andere Klingenkonstruktion aufweisen: Rasierapparate.

## Übersicht gängiger System-Rasierklingen
System-Rasierklingen sind für einen spezifischen Rasierapparat hergestellt und in der Regel von System zu System wegen unterschiedlicher Aufnahmen nicht kompatibel. Dargestellt werden keine Einmal-Rasierer.
| Name           | Hersteller | Spezifikation                           | Aufnahme/Kompatibilität   |
| -------------- | ---------- | --------------------------------------- | ------------------------- |
| Fusion Power   | Gillette   | 5 Einzelklingen in einem System         | Aufsteckklemmung          |
| Mach3          | Gillette   | 3 Einzelklingen in einem System         | Aufsteckklemmung          |
| Quattro        | Wilkinson  | 4 Einzelklingen in einem System         | Aufsteckklemmung          |
| Hydro 5        | Wilkinson  | 5 Einzelklingen in einem System         | Aufsteckklemmung          |
| Protector 3    | Wilkinson  | 3 Einzelklingen in einem System         | Aufsteckklemmung          |
| Classic        | Wilkinson  | Klassische Einzelklinge für Rasierhobel | Klassische Deckelklemmung |
| FX Diamond     | Wilkinson  | NN                                      | Klemmung                  |
| Original Braun | Braun      | NN                                      | NN                        |

## Andere Verwendungen
Einzelne, flache Rasierklingen-Blättchen dienten bei technischen Zeichnungen und Bauzeichnungen in der Zeit vor der Verwendung von CAD auch dazu, mittels Schaben auf dem transparenten Zeichenpapier die Zeichentusche schabend zu entfernen und so Korrekturen vorzunehmen.
Es gibt spezielle sogenannte Rasierklingenschaber, um harte, glatte und plane Oberflächen (beispielsweise Glas oder (kaltes) Glaskeramik-Kochfeld) hobelnd von Verunreinigungen zu befreien. Dabei wird die Klinge nicht ziehend, sondern stoßend geführt, mit Fingerspitzengefühl lässt sich ein geeigneter Anstellwinkel (30 bis 45° zur zu reinigenden Oberfläche) und Anpressdruck finden, um effektives Reinigen zu erzielen. Dass die Enden von Rasierklingen geeignet abgerundet sind und Trapezklingen an ihren dünn auslaufenden Enden weicher federn, verringert die Gefahr, mit punktuell hohem Druck in die Glasoberfläche ritzend einzudringen. Glas und Glaskeramik werden mit steigender Temperatur weicher als der gehärtete Stahl von Klingen und sollten daher nur bei Raumtemperatur vorsichtig behobelt werden. Flüssige Schlacketröpfchen, wie sie beim maschinellen Schleifen von Eisen (anfangs glühend) entstehen, verschmelzen mit Glas; werden sie angehobelt, brechen sie aus und hinterlassen einen Krater. Das Abziehen mit der Gummilippe kann dann jedoch wirksamer erfolgen. Klingen sind nur bei Bedarf für die Glasreinigung einzusetzen, da reflex(mindernde) und andere Beschichtungen angegriffen werden. Wandfarbe, Mörtelspritzer, Kreidebemalung kann nach vollständigem Eintrocknen gut abgehobelt werden, nasses Kalziumhydroxid greift Glas allerdings chemisch an. Auf weicheren Flächen, etwa Kunststofffensterrahmen, kann mit Klingen gehobelt werden, wenn Winkel und Anpressdruck verringert werden. Aluminium ist weich gegenüber Stahl, hat jedoch eine verletzbare, harte Oxidschicht, die allerdings nicht eingedrückt werden darf.
In der Optik werden Rasierklingen mit ihren glatten Kanten (den Schneiden) gelegentlich zum Streuen, Aus- oder Abblenden von Licht verwendet. Stapel aus Rasierklingen können schneidenseitig als Absorber für Laser mittlerer Leistung verwendet werden.
Bei der biologischen Arbeit werden Rasierklingen oft verwendet, um Probenmaterial ziehend-schneidend zu zerteilen. Im Modellbau wird Balsaholz und dünner Karton mit der Rasierklinge geschnitten, weil sie dünner als schmale Stanleymesserklingen sind. Um sie sicher zu halten, kann die Rasierklinge zur Hälfte mit Papier oder Klebeband umwickelt werden. Mit speziellen Haltern gelingt entlang eines Lineals das Schneiden von Passepartouts mit Fase.